# Milford Sound

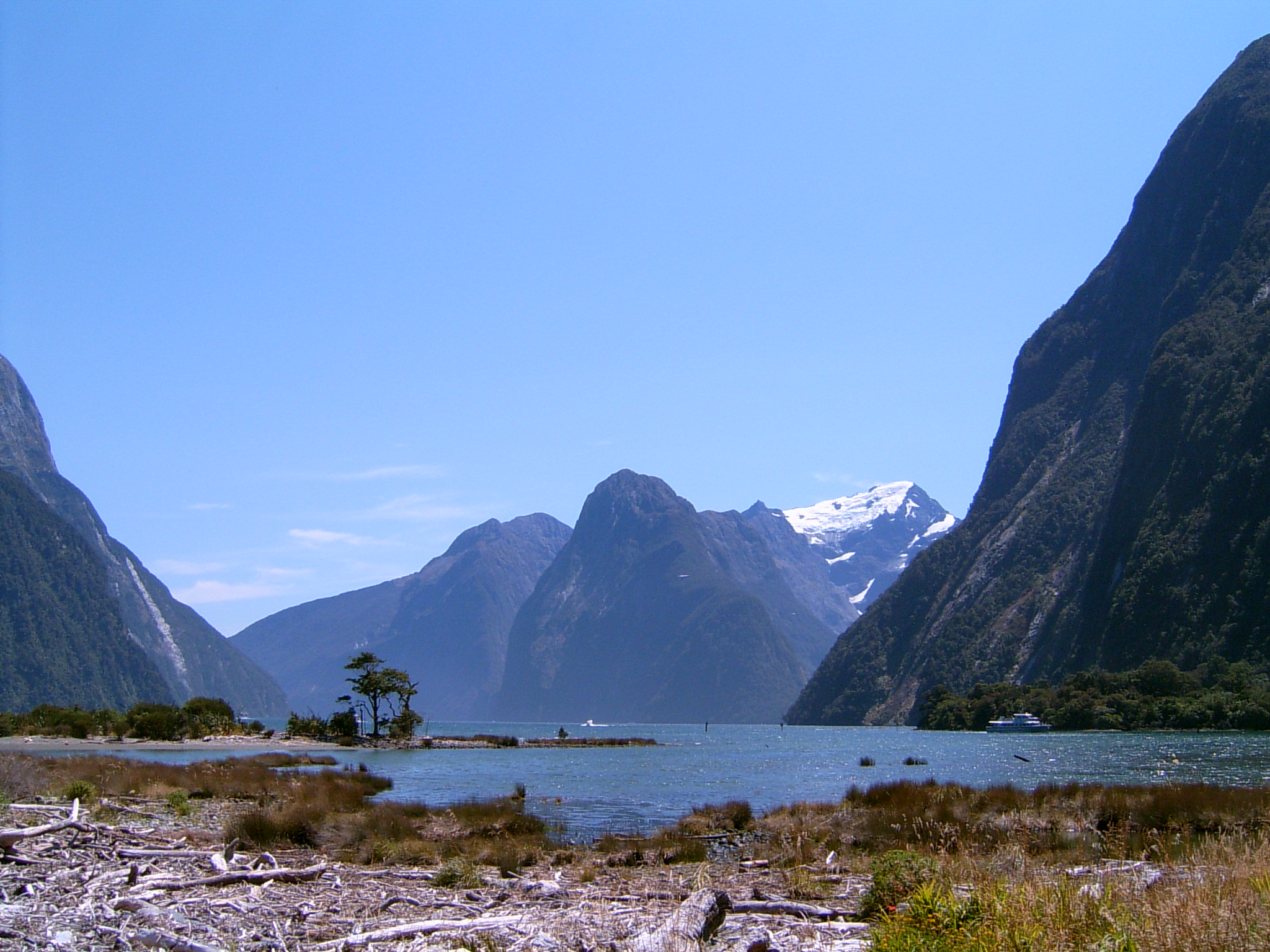
Milford Sound på södra Nya Zeeland.

Milford Sound är en djup fjord i regionen Southland på Nya Zeeland. Milford Sound bildades när en glaciär smälte och fyllde fjorden med havsvatten som nu sträcker sig ut till Tasmanhavet. Fjorden är belägen i Fiordland National Park som är en av de mest besökta platserna på sydön. Vägen från den närmaste staden Te Anau är 12 mil lång och räknas som en av de vackraste bilrutterna i världen.

## Slideshow

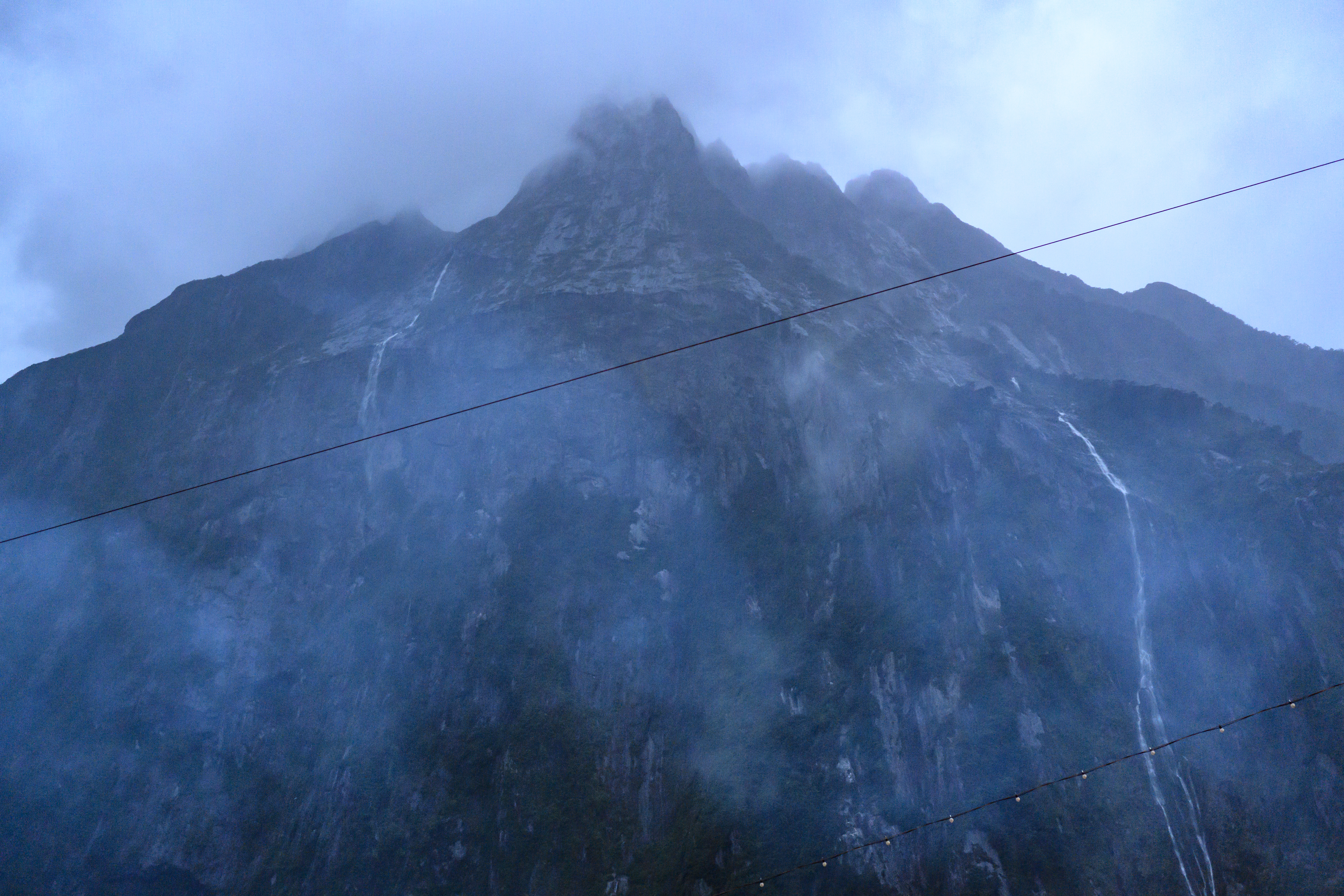
Start
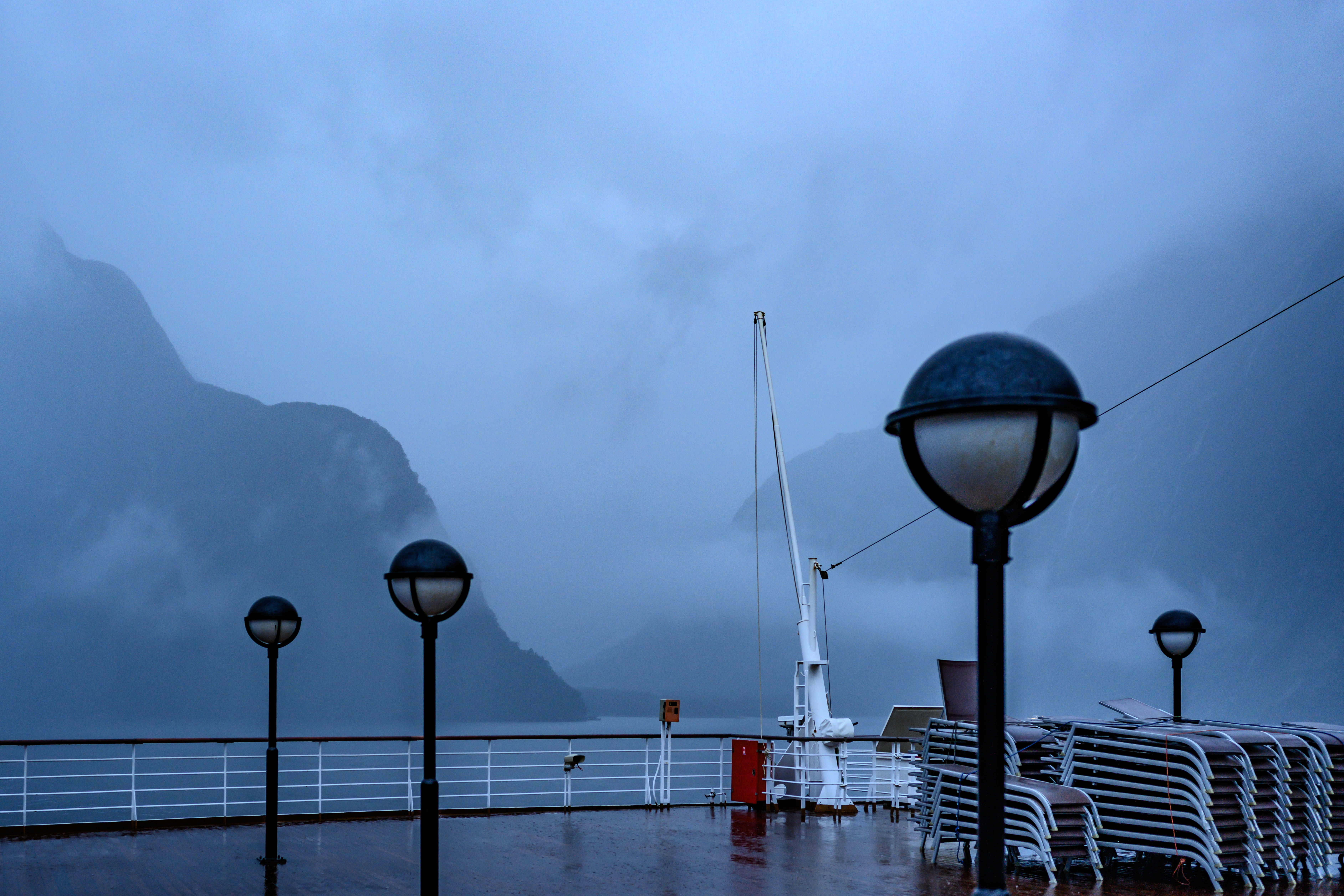
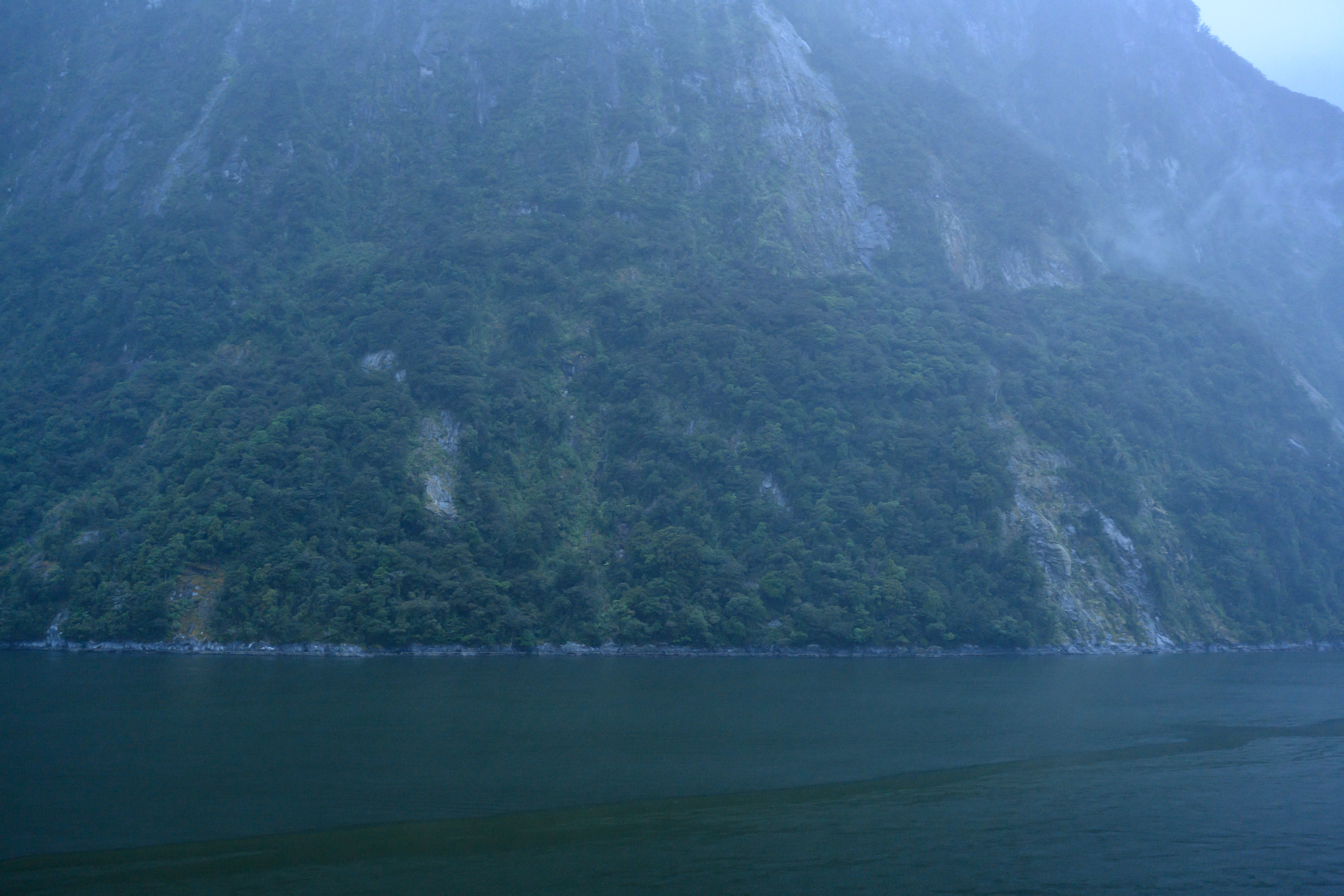
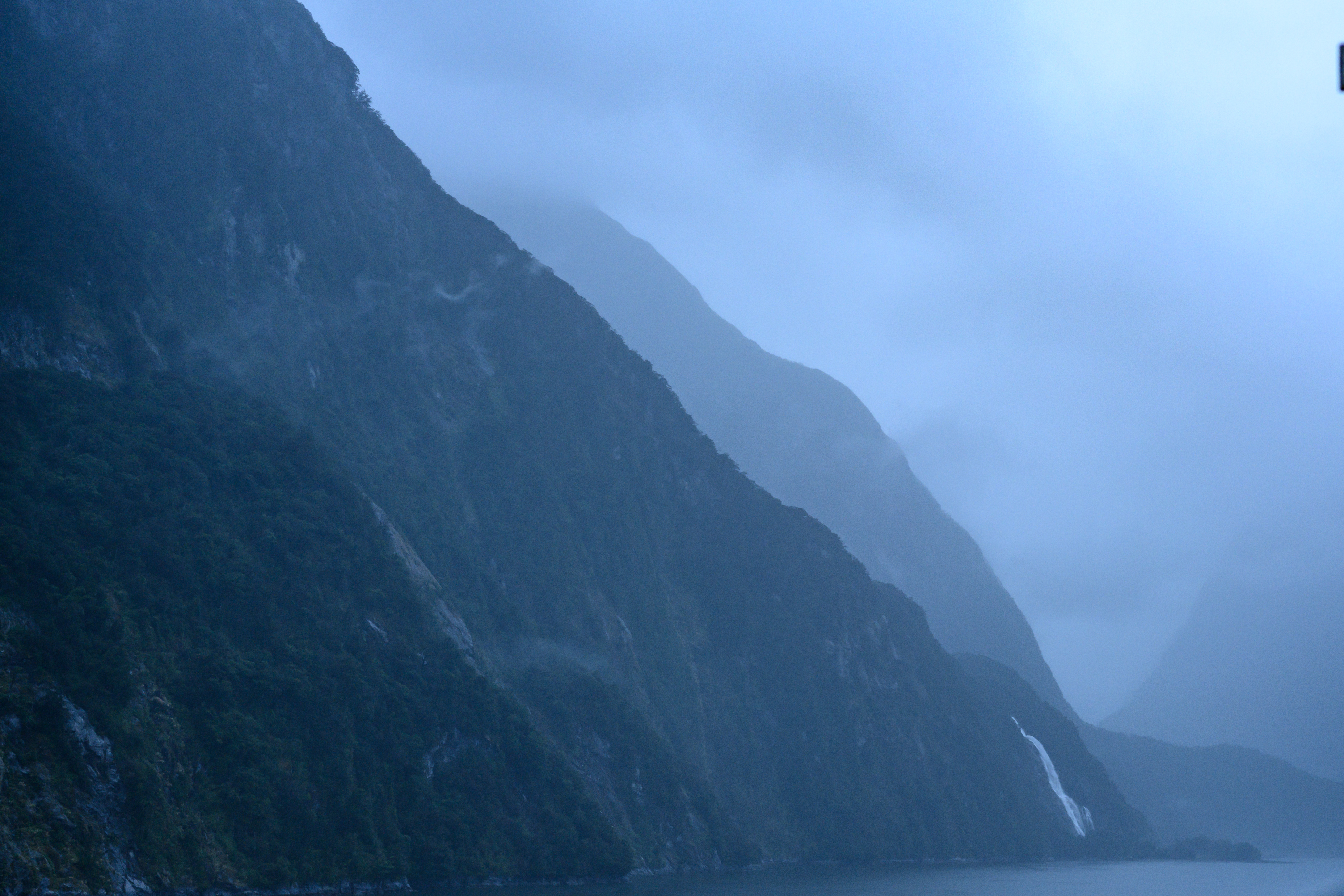
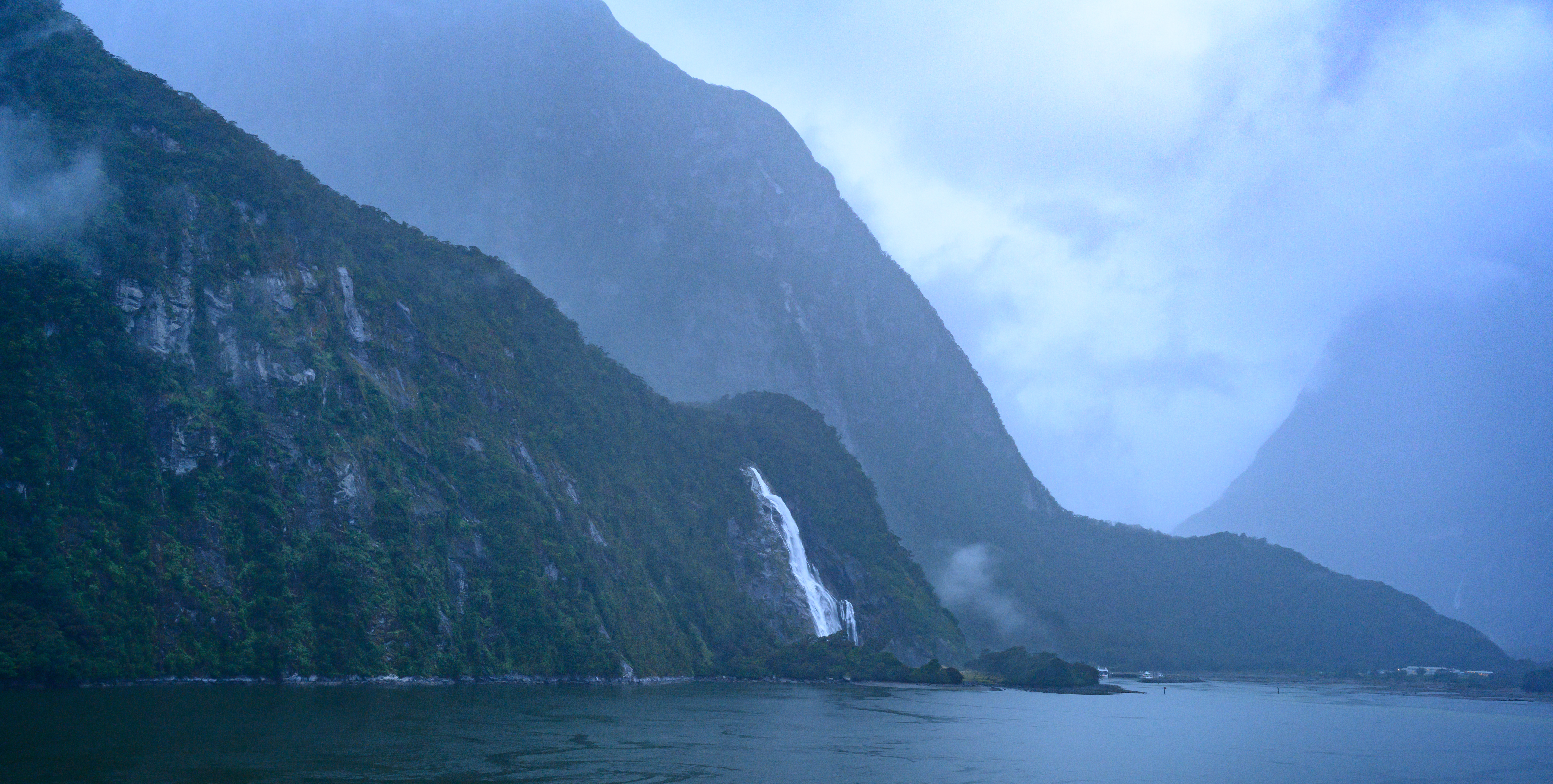
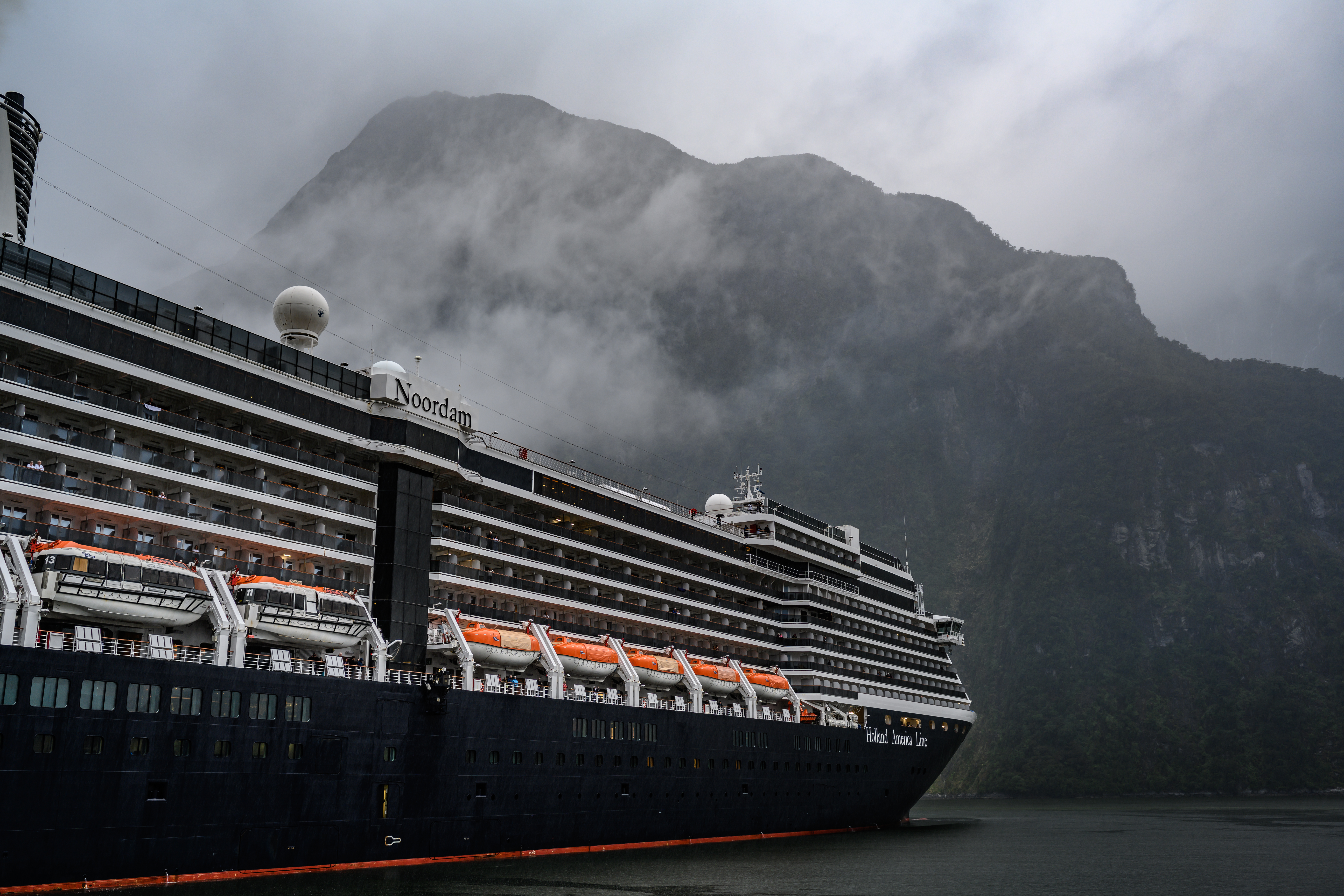
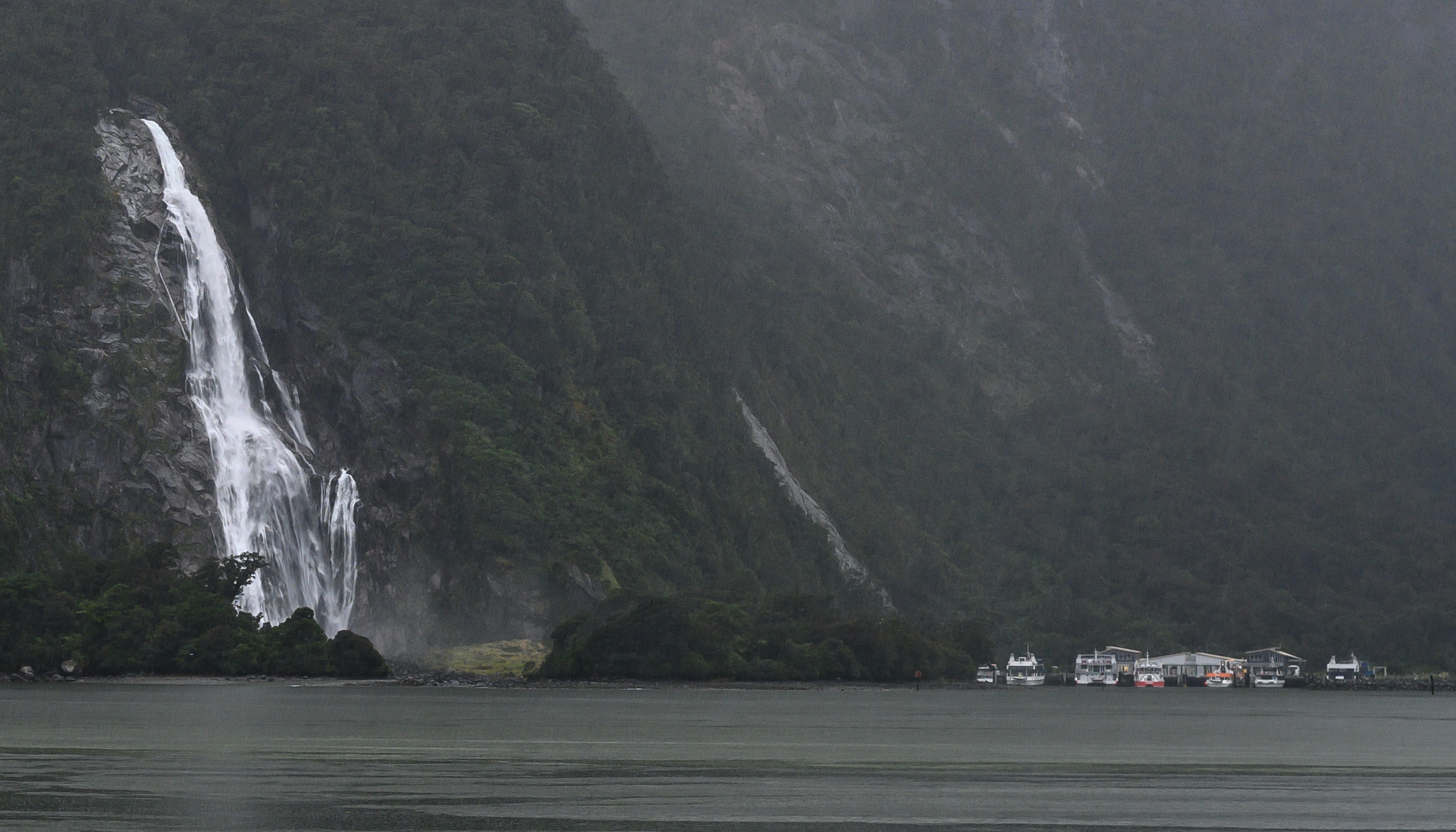
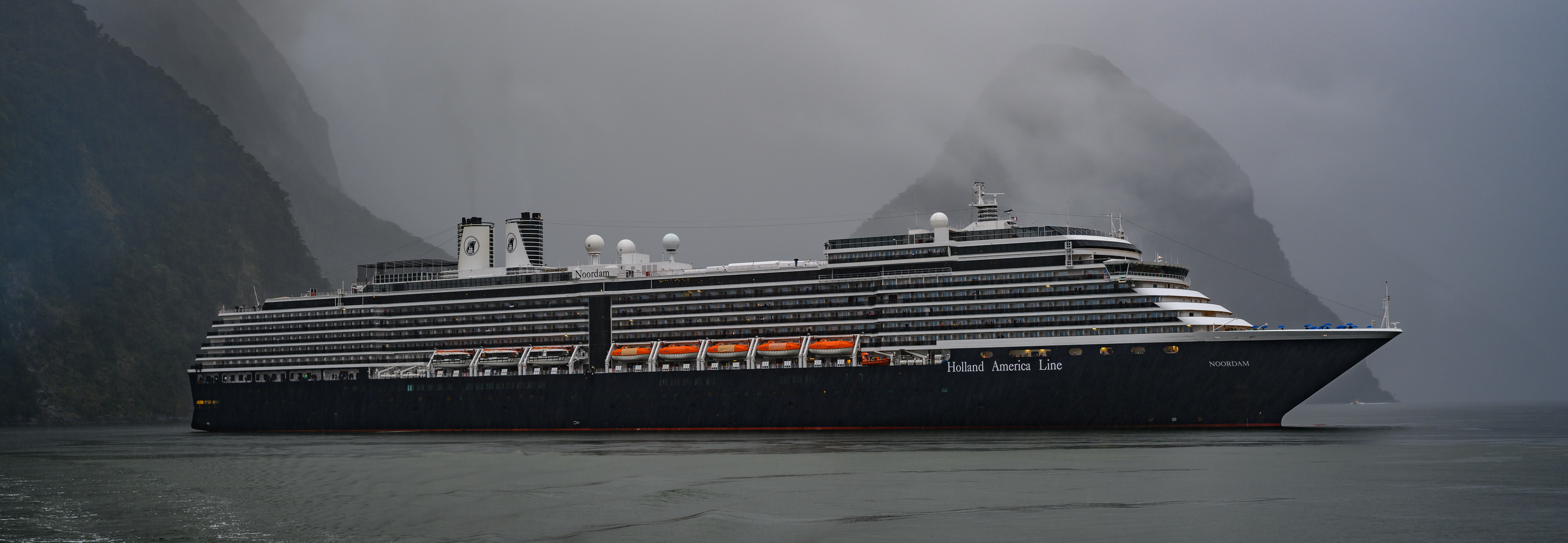
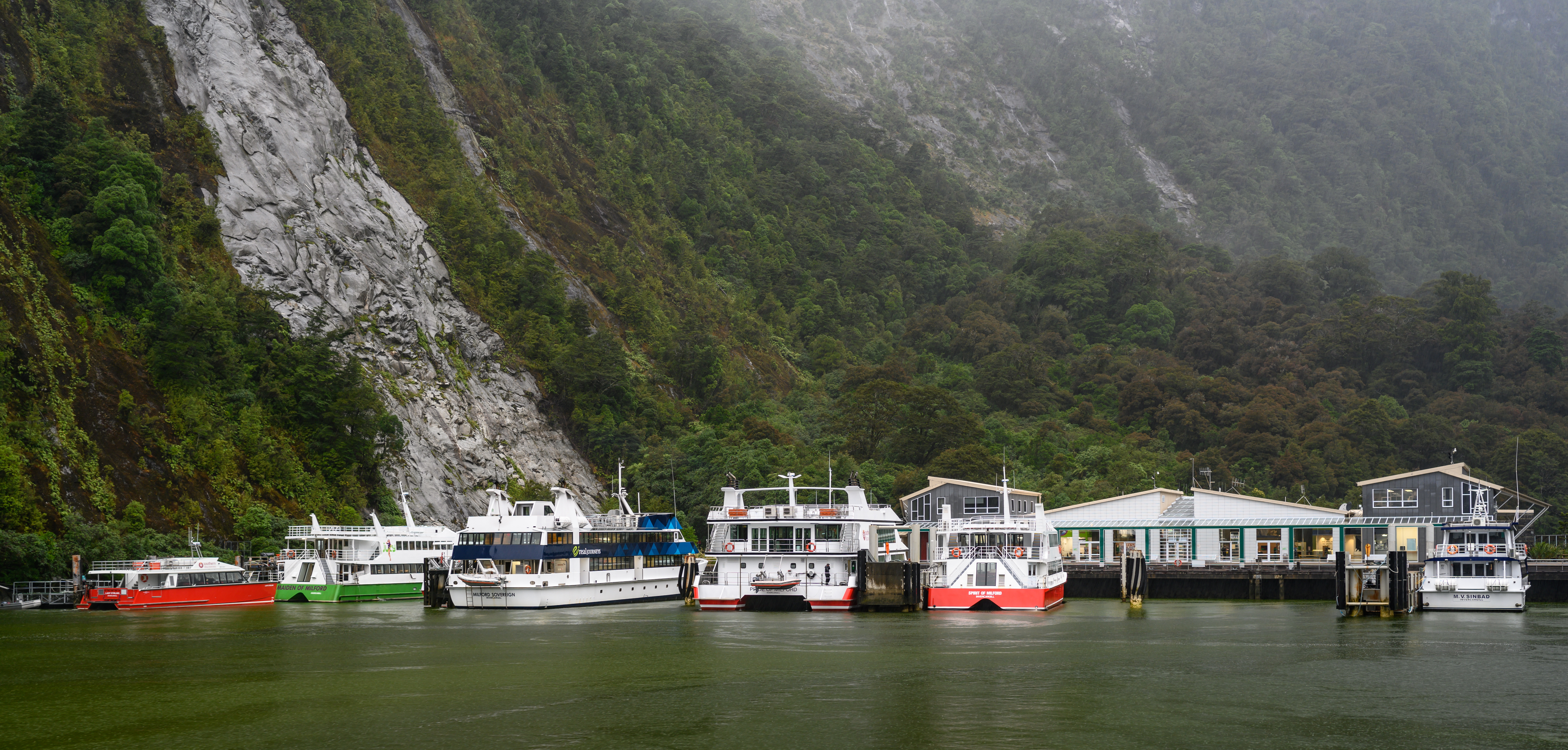
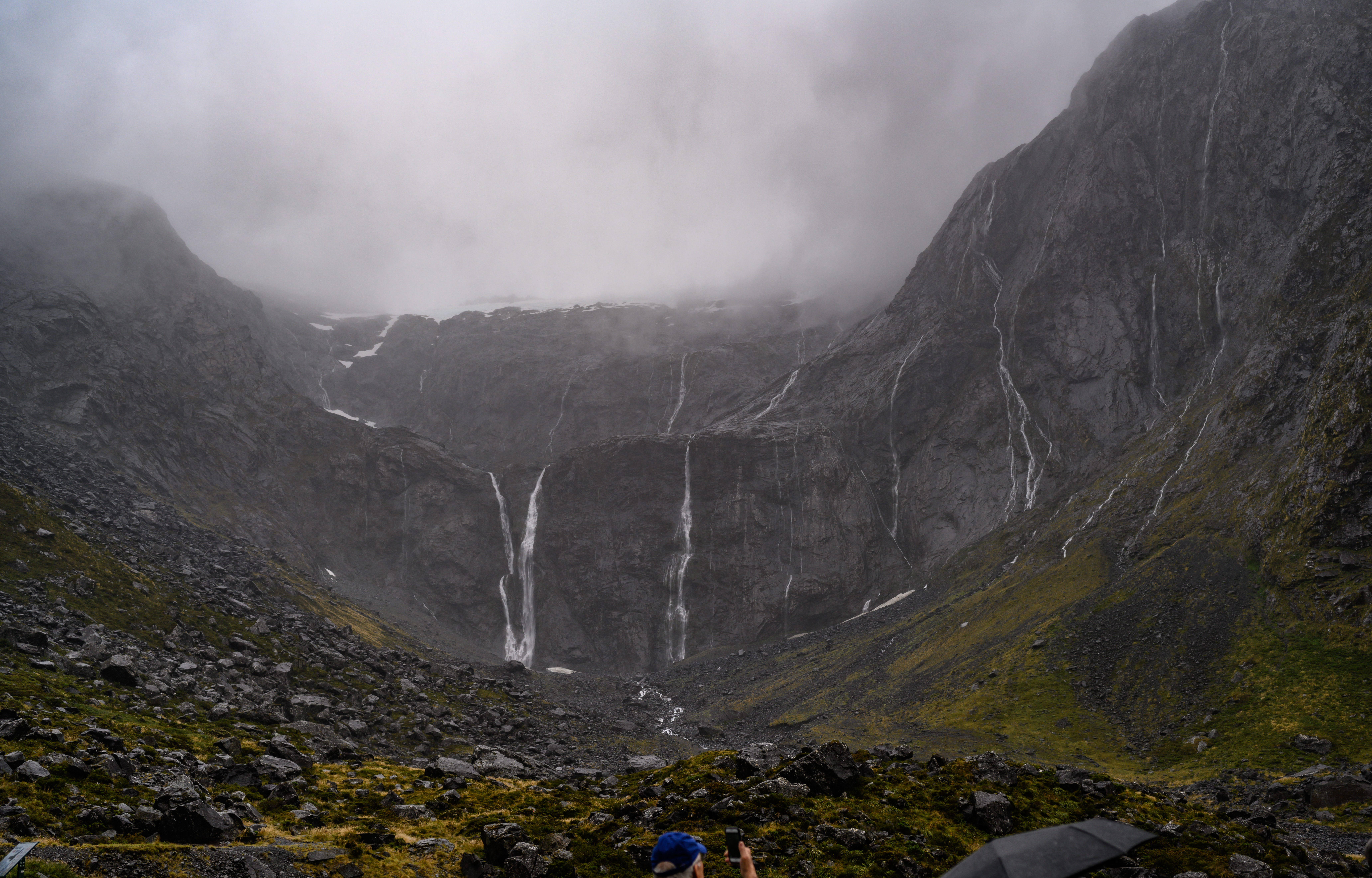
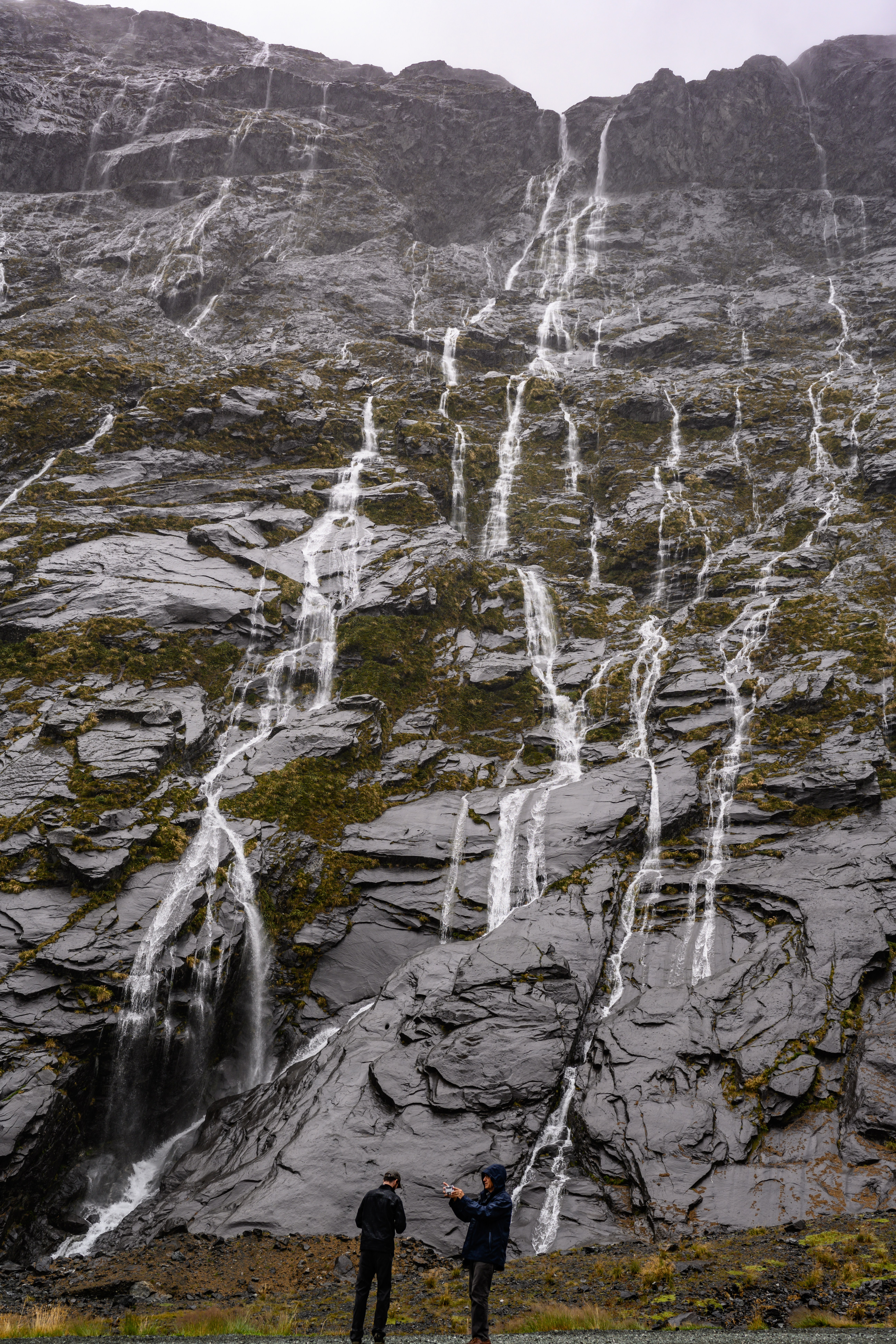
End